# Sassi della Tosa
I Sassi Della Tosa sono un ramo della nobile famiglia fiorentina Della Tosa.

## Storia
L'origine di tale famiglia risale al 1349 quando tre esponenti della famiglia Della Tosa, Bernardo, Niccolò e Angelo fecero richiesta alle autorità comunali fiorentine di staccarsi dalla famiglia magnatizia di origine e di ricevere un nuovo cognome e stemma gentilizio. Tale procedura rientrava nell'ambito dei "processi di popolarità", che comportavano l'esclusione dalle liste magnatizie dei membri della famiglia su richiesta degli stessi e la concessione dello status di popolano, alla quale seguiva il cambiamento del nome e dello stemma dei richiedenti. Tale meccanismo era stato introdotto con gli Ordinamenti di giustizia e aveva lo scopo di indebolire politicamente il ceto magnatizio e le sue consorterie, cooptando all'interno della cittadinanza fiorentina esponenti di tale ceto che avessero manifestato fedeltà alle istituzioni comunali. Il ramo dei Della Tosa sopra menzionato assunse il cognome Sassi. 
Il summenzionato Bernardo ebbe due figli, Niccolò e Martino. Niccolò fu squittinato nel 1381. Egli ebbe a sua volta quattro figli: Luca (priore della pecunia di parte guelfa nel 1471); Gottifredi (capitano di Parte Guelfa nel 1451 e nel 1471); Averardo (priore della pecunia di parte guelfa nel 1452); Beltramone (priore della pecunia di Parte Guelfa nel 1451, in seguito capitano; divenne supremo magistrato dei priori nel 1456). 
Martino venne elevato alla dignità di Principe del Sacro Romano Impero da Carlo IV nel 1369.
Martino ebbe due figli, Francesco (squittinato nel 1381) e Sasso.
Un esponente successivo di questa famiglia, Francesco Sassi Della Tosa, politico, affarista e banchiere, ottenne il titolo di principe del Sacro Romano Impero nel 1798 da sua altezza imperiale Francesco II d'Asburgo-Lorena. Francesco Sassi della Tosa, già protagonista delle vicende politiche ed economiche del granducato di Toscana, fu inoltre presidente dell'Accademia toscana di scienze e lettere La Colombaria tra il 1800 e il 1806. Nella duplice veste di politico e presidente di tale accademia intrattenne anche una corrispondenza con José Nicolás de Azara. Il Sassi della Tosa è inoltre annoverato tra gli associati all'opera "Sistema universale dei principi del diritto marittimo dell'Europa" dell'insigne giurista Domenico Alberto Azuni. Di contro Gino Capponi lo descrisse come "un banchiere fallito, vero Law in miniatura, il quale aveva con i fallaci guadagni e le promesse magnifiche accalappiata mezza Toscana".  Uomo di fiducia della regina d'Etruria Francesco Sassi della Tosa venne imprigionato per ordine della autorità napoleoniche per aver partecipato con Gaspare Chifenti ad una cospirazione ordita da Maria Luisa di Borbone-Spagna tesa a restaurare il soppresso regno d'Etruria. Condannato alla fucilazione, venne tuttavia graziato da Napoleone Bonaparte e morì nel 1811 in carcere.
La famiglia si è anche imparentata con i Della Rovere grazie al matrimonio di Elisabetta Sassi Della Tosa con il duca Vincenzo Lante Montefeltro della Rovere, VI duca di Bomarzo.